# Coppa dell'Europa Centrale 1929
La Coppa dell'Europa Centrale 1929 fu la terza edizione della Coppa dell'Europa Centrale e venne vinta dagli ungheresi  dell'Újpesti FC. Capocannoniere con 10 gol fu István Avar dell'Újpesti FC.
Da quest'anno non vi presero più parte le squadre della Jugoslavia, sostituite da quelle del Regno d'Italia. Dal momento che fu l'ultima annata in cui il campionato italiano di calcio si strutturava sui due gironi di Divisione Nazionale e le finali del torneo tricolore coincidevano con il primo turno della Coppa dell'Europa Centrale, rendendo impossibile l'iscrizione dei campioni d'Italia, la FIGC organizzò un turno preliminare tra le seconde classificate dei due gironi ed altre due titolate formazioni metropolitane. Da uno di questi due incontri uscì vincitrice la Juventus FC, che batté l'AS Ambrosiana, mentre nell'altro, conclusosi in pareggio, anche nella ripetizione, il lancio della monetina permise al Genova 1893 FBC di sottrarre il posto al Milan FC.
L'Austria riserva un posto per i vincitori della Coppa Nazionale.

## Qualificazioni FIGC
Gare giocate il 30 maggio
| Squadra 1   | Risultato | Squadra 2       |
| ----------- | --------- | --------------- |
| Juventus FC | 1 - 0     | AS Ambrosiana   |
| Milan FC    | 2 - 2     | Genova 1893 FBC |

### Replay
Gara giocata il 12 giugno
| Squadra 1       | Risultato        | Squadra 2 |
| --------------- | ---------------- | --------- |
| Genova 1893 FBC | 1 - 1 (monetina) | Milan FC  |

## Partecipanti
| Nazione                   | Squadra                         | Campionato                                                                 | Note                                                         |
| ------------------------- | ------------------------------- | -------------------------------------------------------------------------- | ------------------------------------------------------------ |
| Austria (bandiera)        | SK Rapid First Vienna FC        | Campione d'Austria 1928-29 Vincitrice Coppa d'Austria 1928-29              | 7º campionato d'Austria 1928-29                              |
| Cecoslovacchia (bandiera) | SK Slavia Praha AC Sparta Praha | Campione di Cecoslovacchia 1928-29 3º campionato di Cecoslovacchia 1928-29 |                                                              |
| Ungheria (bandiera)       | Hungária FC Újpesti FC          | Campione d'Ungheria 1928-29 3º campionato d'Ungheria 1928-29               |                                                              |
| Italia (bandiera)         | Genoa FBC 1893 Juventus FC      | Qualificazioni FIGC 1928-29                                                | Vicecampione d'Italia 1927-28 3º campionato d'Italia 1927-28 |

## Torneo

### Quarti di finale
| Squadra 1   | Totale | Squadra 2       | Andata | Ritorno |
| ----------- | ------ | --------------- | ------ | ------- |
| Újpesti FC  | 6 - 3  | AC Sparta Praha | 6 - 1  | 0 - 2   |
| Hungária FC | 1 - 5  | First Vienna FC | 1 - 4  | 0 - 1   |
| SK Rapid    | 5 - 1  | Genoa FBC 1893  | 5 - 1  | 0 - 0   |
| Juventus FC | 1 - 3  | SK Slavia Praha | 1 - 0  | 0 - 3   |

#### Andata
| Arbitro: | Fuchs |

|                                                          |           |           |
| Szabó 4’ (rig.), 8’ (rig.) Avar 47’, 49’, 75’ Wetzer 67’ | Marcatori | 85’ Silny |

| Arbitro: | Majorszky |

|              |           |  |
| Munerati 62’ | Marcatori |  |

| Arbitro: | Štépanovský |

|                                                   |           |           |
| Weselik 2’, 71’, 83’ Wesely 30’ (rig.) Kirbes 40’ | Marcatori | 13’ Leone |

| Arbitro: | Cejnar |

|             |           |                                            |
| Skvarek 13’ | Marcatori | 6’ Giebisch 20’, 35’ Gerhold 69’ Gschweidl |

#### Ritorno
| Arbitro: | Rinaldo Barlassina |

|                   |           |  |
| Knobloch 42’, 72’ | Marcatori |  |

| Arbitro: | Ferenc Majorszky |

|                          |           |  |
| Junek 49’, 69’ Joska 75’ | Marcatori |  |

| Genova 7 luglio 1929 | Genova 1893          | 0 – 0 | Rapid Vienna | Stadio Luigi Ferraris\| Arbitro: \| Ladislav Štépanovský \| |
| Arbitro:             | Ladislav Štépanovský |       |              |                                                             |

| Arbitro: | Cesare Lenti |

|               |           |  |
| Gschweidl 75’ | Marcatori |  |

### Semifinali
| Squadra 1       | Totale | Squadra 2       | Andata | Ritorno |
| --------------- | ------ | --------------- | ------ | ------- |
| First Vienna FC | 5 - 6  | SK Slavia Praha | 3 - 2  | 2 - 4   |
| Újpesti FC      | 4 - 4  | SK Rapid        | 2 - 1  | 2 - 3   |

#### Andata
| Arbitro: | Frigyes Klug |

|                                          |           |              |
| Zillbauer 25’ Giebisch 41’ Gschweidl 63’ | Marcatori | 11’, 71’ Puc |

| Arbitro: | Ferenc Majorszky |

|                      |           |             |
| Kvasz 17’ Ströck 80’ | Marcatori | 47’ Weselik |

#### Ritorno
| Arbitro: | Ladislav Štépanovský |

|                                   |           |               |
| Weselik 1’ Kirbes 27’ Horvath 53’ | Marcatori | 48’, 62’ Avar |

| Arbitro: | Frigyes Klug |

|                                  |           |                          |
| Puc 54’, 65’ Joska 83’ Junek 85’ | Marcatori | 51’ Giebisch 90’ Gerhold |

#### Spareggio
| Arbitro: | Albino Carraro |

|                      |           |             |
| Avar 53’, 101’, 106’ | Marcatori | 27’ Weselik |

### Finale
Gare giocate il 3 ed 11 novembre
| Squadra 1  | Totale | Squadra 2    | Andata | Ritorno |
| ---------- | ------ | ------------ | ------ | ------- |
| Újpesti FC | 7 - 3  | Slavia Praga | 5 - 1  | 2 - 2   |

#### Andata
| Arbitro: | Eugen Braun |

|                                             |           |         |
| Spitz 42’ 80’ Avar 60’ Ströck 67’ Szabó 69’ | Marcatori | 44’ Puč |

| Újpesti FC:  |  |                 |
|              |  |                 |
| GK           |  | János Aknai     |
| DF           |  | Károly Kövágó   |
| DF           |  | József Fogl (c) |
| MF           |  | Ferenc Borsányi |
| MF           |  | János Köves     |
| MF           |  | János Víg       |
| FW           |  | Albert Ströck   |
| FW           |  | István Avar     |
| FW           |  | István Mészáros |
| FW           |  | Illés Spitz     |
| FW           |  | Gábor Szabó     |
| Allenatore:  |  |                 |
| Lajos Bányai |  |                 |

| SK Slavia Praha: |  |                    |
|                  |  |                    |
| GK               |  | František Plánička |
| DF               |  | Ladislav Ženíšek   |
| DF               |  | Antonín Novák      |
| MF               |  | Antonín Vodička    |
| MF               |  | Josef Pleticha (c) |
| MF               |  | Karel Čipera       |
| FW               |  | František Junek    |
| FW               |  | Bohumil Joska      |
| FW               |  | František Svoboda  |
| FW               |  | Antonín Puč        |
| FW               |  | Josef Kratochvíl   |
| Allenatore:      |  |                    |
| John Madden      |  |                    |

#### Ritorno
| Arbitro: | Eugen Braun |

|                                 |           |                    |
| Junek 28’ Kratochvíl 57’ (rig.) | Marcatori | 84’ Szabó 86’ Avar |

| SK Slavia Praha: |  |                    |
|                  |  |                    |
| GK               |  | František Plánička |
| DF               |  | Ladislav Ženíšek   |
| DF               |  | Antonín Novák      |
| MF               |  | Antonín Vodička    |
| MF               |  | Josef Pleticha (c) |
| MF               |  | Karel Čipera       |
| FW               |  | František Junek    |
| FW               |  | Bohumil Joska      |
| FW               |  | František Svoboda  |
| FW               |  | Antonín Puč        |
| FW               |  | Josef Kratochvíl   |
| Allenatore:      |  |                    |
| John Madden      |  |                    |

| Újpesti FC:  |  |                 |
|              |  |                 |
| GK           |  | János Aknai     |
| DF           |  | Károly Kövágó   |
| DF           |  | József Fogl (c) |
| MF           |  | Ferenc Borsányi |
| MF           |  | János Köves     |
| MF           |  | János Víg       |
| FW           |  | Albert Ströck   |
| FW           |  | István Avar     |
| FW           |  | István Mészáros |
| FW           |  | Illés Spitz     |
| FW           |  | Gábor Szabó     |
| Allenatore:  |  |                 |
| Lajos Bányai |  |                 |

## Classifica marcatori
|  | Gol | Marcatore        | Squadra         |
|  | --- | ---------------- | --------------- |
|  | 10  | István Avar      | Újpesti FC      |
|  | 5   | Antonín Puč      | SK Slavia Praha |
|  | 4   | Karl Gerhold     | First Vienna FC |
|  | 4   | Franz Weselik    | SK Rapid        |
|  | 4   | František Junek  | SK Slavia Praha |
|  | 4   | Gábor Szabó      | Újpesti FC      |
|  | 3   | Leopold Giebisch | First Vienna FC |
|  | 3   | Fritz Gschweidl  | First Vienna FC |